# Âşık Veysel Şatıroğlu

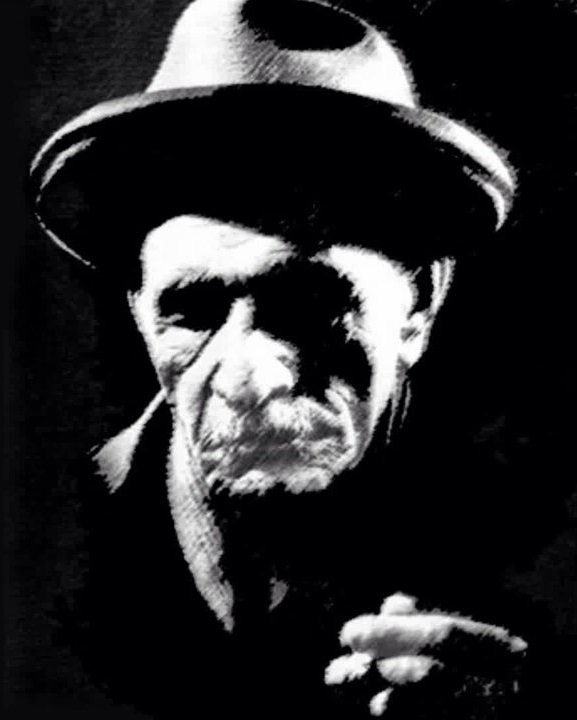
Aşık Veysel

Âşık Veysel Şatıroğlu, oftast kallad Aşık Veysel, född Veysel Şatıroğlu 25 oktober 1894 i Şarkışla, provinsen Sivas i Turkiet, död 21 mars 1973 där, var en alevitisk trubadur ("Âşık"), poet och virtuos på bağlama.Han härstammar från Avşar Turkarnas Şatırlı stam.
Âşık Veysel var blind största delen av sitt liv. Han förlorade synen på ena ögat och delvis på det andra när han som sjuåring drabbades av smittkoppor. Genom en olyckshändelse förlorade han senare synen helt. Han introducerades på sin fars initiativ i den alevitiska musiktraditionen av Çamışıhlı Ali Aga ("Âşık Alâ"). Förutom från denne hämtade Âşık Veysel inspiration från tidigare anatoliska trubadurer såsom Pir Sultan Abdal, Karacaoğlan, Dertli och Ruhsati.
Âşık Veysels liv var präglat av tragedier även som vuxen. Han gifte sig och fick två barn men båda dog unga och hans hustru lämnade honom för en annan man.
Âşık Veysels musik och dikter präglas av vemod och en starkt upplevd insikt om livets ändlighet och korthet. Det bäst kända exemplet på detta är Uzun ince bir yoldayım ("På en lång smal väg är jag") som är en av de absolut mest kända sångerna i Turkiet alla kategorier inräknade. Den har efter Âşık Veysels död framförts i ett stort antal olika versioner av bl.a. Barış Manço, Cem Karaca och Tarkan.
Turkiets parlament beviljade 1965 Âşık Veysel en årlig statlig konstnärslön för hans bidrag till "modersmålet och den nationella enigheten". Han dog 1973 i sitt födelsehem som numera är ett museum.